# LateNightTales: Jon Hopkins
LateNightTales: Jon Hopkins è una raccolta del musicista britannico Jon Hopkins, pubblicata il 2 marzo 2015 come parte della serie LateNightTales.

## Descrizione
Prima pubblicazione della LateNightTales del 2015, la raccolta racchiude venti brani appartenenti a vari artisti, quali Darkstar, Teebs, Nils Frahm e Four Tet, selezionati da Hopkins e una reinterpretazione del brano dei Yeasayer I Remember realizzata da Hopkins stesso. Riguardo al suo coinvolgimento alla realizzazione della raccolta, il musicista britannico ha spiegato:

## Pubblicazione
LateNightTales: Jon Hopkins è stato reso disponibile attraverso il sito ufficiale della LateNightTales e commercializzato nei formati CD, doppio LP da 180 grammi e download digitale, quest'ultima nei formati MP3, WAV e FLAC. Le tre edizioni, oltre che per il formato, differiscono inoltre per la durata dei brani (nel doppio LP varia anche la lista tracce), notevolmente inferiore nella versione CD.

## Tracce

### CD
1. Ben Lukas Boysen – Sleepers Beat Theme – 2:11
2. Darkstar – Hold Me Down – 3:39
3. Holy Other – Yr Love – 4:21
4. Teebs – Verbena Tea with Rebekah Raff – 4:18
5. Nils Frahm – More – 1:47
6. Songs of Green Pheasant – I Am Daylights – 2:42
7. Jónsi & Alex – Daniell in the Sea – 3:32
8. Evenings – Babe – 3:13
9. Letherette – After Dawn – 4:37
10. Jon Hopkins – I Remember (Exclusive Yeasayer Cover Version) – 4:02 – originariamente interpretata dai Yeasayer
11. David Holmes – Hey Maggy – 4:44
12. Alela Diane – Lady Divine – 5:05
13. Four Tet – Gillie Amma I Love You – 4:20
14. School of Seven Bells – Connjur – 4:29
15. Peter Broderick – And It's Alright (Nils Frahm Remix) – 4:35
16. Health – Before Tigers (Gold Panda Remix) – 3:27
17. Last Days – Missing Photos – 1:06
18. Bibio – Down to the Sound – 2:09
19. A Winged Victory for the Sullen – Requiem for the Static King 1 – 1:40
20. Helios – Emancipation – 2:35
21. Rick Holland – I Remember (Exclusive Spoken Word Piece) – 3:37

### LP
- Lato A

1. Ben Lukas Boysen – Sleepers Beat Theme – 4:52
2. Darkstar – Hold Me Down – 7:18
3. Holy Other – Yr Love – 4:42
4. Teebs – Verbena Tea with Rebekah Raff – 4:24

- Lato B

1. Nils Frahm – More – 8:56
2. Songs of Green Pheasant – I Am Daylights – 3:45
3. Evenings – Babe – 2:52
4. Letherette – After Dawn – 4:31

- Lato C

1. Jon Hopkins – I Remember (Exclusive Yeasayer Cover Version) – 4:54 – originariamente interpretata dai Yeasayer
2. David Holmes – Hey Maggy – 4:59
3. Alela Diane – Lady Divine – 5:12
4. Last Days – Missing Photos – 2:02
5. School of Seven Bells – Connjur – 4:37

- Lato D

1. Peter Broderick – And It's Alright (Nils Frahm Remix) – 4:34
2. Four Tet – Gillie Amma I Love You – 5:47
3. Bibio – Down to the Sound – 2:35
4. A Winged Victory for the Sullen – Requiem for the Static King 1 – 2:46
5. Helios – Emancipation – 2:35
6. Rick Holland – I Remember (Exclusive Spoken Word Piece) – 3:39